# Tom Kern
Thomas John Kern, detto Tom (Elkhart, 21 dicembre 1928 – West Palm Beach, 4 luglio 1986), è stato un cestista statunitense.

## Carriera
Con gli Stati Uniti ha disputato i Giochi panamericani di Buenos Aires 1951, vincendo la medaglia d'oro.